# مظهر بواب
مظهر بواب (انگلیسی: Modher Baouab؛ زادهٔ ۱۳ مهٔ ۱۹۶۱) بازیکن فوتبال است.
وی همچنین در تیم ملی فوتبال تونس بازی کرده‌است.